# L'image du monde des babyloniens à Newton
A imagem do mundo dos babilônios a Newton é um livro de história da ciência e das ideias.
Como indica o nome primitivo do livro, em francês, “L’Image du Monde des Babyloniens à Newton”, trata-se da evolução das representações sucessivas feitas pelo homem do universo, desde os pastores babilônicos até a primeira síntese cientifica de Newton, no século XVII. São, então, três mil anos de história.

## Características da obra
Escrita a quatro mãos por Arkan Simaan e Joëlle Fontaine, esta obra se destina a favorecer um ensino interdisciplinar: ele é professor de física e ela de história, duas matérias muito distantes no currículo escolar da França, onde os autores lecionam. Isto contribuiu muito ao primeiro sucesso do livro: um mês após o lançamento, em dezembro de 1998, o editor teve que reeditá-lo. Uma outra razão é a simplicidade do texto, que exclui o abuso de termos eruditos. Além disso, ele utiliza quadros biográficos e explicativos, dando assim informações sucintas sobre os personagens históricos e elucidando noções difíceis, tanto em física quanto em história. Não somente isto dispensa ao leitor a consulta de um dicionário, mas facilita a leitura porque transforma o livro em revista.
Uma das características fundamentais do livro é que ele está na encruzilhada da astronomia, da física, da filosofia e da história. Os autores mostram os cientistas como homens de carne e osso, muitas vezes geniais outras vezes mesquinhos, fincados na mentalidade de suas épocas, hesitando entre ciência e crenças, elaborando teorias que vão ser discutidas, abandonadas, retomadas e assim por diante. Pior ainda, algumas ideias justas vão ser repudiadas, como a de Aristarco de Samos, filósofo grego que no terceiro século antes da nossa era defendeu o heliocentrismo – o Sol está no centro do mundo – contra o geocentrismo – a Terra no centro do mundo. Arkan Simaan e Joëlle Fontaine explicam que a sociedade grega da época não estava preparada para aceitar a ideia heliocêntrica. Com efeito, o heliocentrismo supõe um universo excessivamente grande, indo, então, de encontro com a mentalidade da época. “A imagem do mundo dos babilônios a Newton” situa cada teoria no seu contexto histórico.
Os principais capítulos são: “Números e perfeição”, onde se apresenta e analisa o balbucio da ciência na Babilônia e na Grécia, em torno de Pitágoras, Platão, Aristóteles, Aristarco, Ptolomeu etc. Durante esta época se formam os dogmas que vão marcar a ciência futura, principalmente durante a Idade Média: a imutabilidade do céu, o dogma do circulo e outros. O segundo capítulo que se intitula “O cristianismo e a herança da Antiguidade” explica o recuo da ciência grega, principalmente no que tange a forma da Terra, onde alguns como o monge Cosmas vão promover a ideia de uma Terra plana com forma de tabernáculo. O terceiro capítulo, o “Questionamento dos dogmas”, apresenta as teorias de Nicolau Copérnico, de Tycho Brahe e de Johannes Kepler, dos quais os autores dão as biografias detalhadas. Em seguida vem um longo capítulo, “Uma imagem arrancada a fórceps” onde as biografias e os trabalhos de Giordano Bruno e de Galileu são minuciosamente discutidos. O capítulo seguinte é “Uma visão renovada do mundo” onde são apresentadas as teorias de René Descartes e de Newton. Enfim, na última parte, as “Confirmações” discute-se a violenta querela entre os cartesianos e os newtonianos, que marcou o século XVIII.

## Dados sobre o livro
Original:
Arkan Simaan e Joëlle Fontaine, “L’Image du Monde des Babyloniens à Newton”, Adapt-Éditions, 1998.
Tradução brasileira por Dorothée de Bruchard:
“A imagem do mundo dos babilônios a Newton", Companhia das Letras, São Paulo, 2003. ISBN 85-359-0404-2
Em 2005, Arkan Simaan escreveu sozinho a continuação: “L’Image du Monde de Newton à Einstein”. Este livro ainda não está disponível em português.

## Apresentação do editor brasileiro

### Orelha
Arkan Simaan e Joëlle Fontaine conduzem o leitor pela história da ciência tomando por eixo a astronomia, desde suas mais elementares manifestações entre marinheiros e pastores — os primeiros observadores do céu —, até alcançar as descobertas dos fundadores da ciência moderna, sem deixar de lado também a contribuição de poetas e sacerdotes.
Os autores reconstroem a representação que sucessivas civilizações fizeram da Terra e do Universo. Cada hipótese ou descoberta científica é apresentada em seu contexto histórico e uma série de dados biográficos — por vezes espirituosos e anedóticos — conferem leveza e humanidade às trajetórias de grandes cientistas e filósofos.
Kepler teve de defender, perante a Inquisição, a própria mãe, acusada de bruxaria. Galileu, conhecido por sua arrogância, costumava destratar os adversários intelectuais. Um dos primeiros observatórios celestes de que se tem notícia foi a Torre de Babel. “Planeta”, em grego, significava “astro errante”, e indicava corpos que se moviam desordenados no céu, em oposição às “estrelas fixas”.
É por meio de explicações como essas que o livro apresenta a história surpreendente da ciência astronômica, em diálogo e conflito com crenças, medos, dogmas e mitos de cada época. A beleza e a profundidade de A imagem do Mundo residem na demonstração de um paradoxo: o pensamento científico, objetivo e racional, surgiu do convívio com o pensamento mítico, com a alquimia e com a astrologia.
Como demonstram os autores, a confluência entre ciência e mito contribui para a formação de uma cultura científica, sem a qual não há consciência crítica, tampouco imagem nítida do mundo em que vivemos.

### Quarta capa
A astronomia é o ramo do conhecimento que concentrou as maiores atenções dos homens desde a Antiguidade — milhares de anos transcorreram até que ela se transformasse em ciência, depois de superar obstáculos como os limites da observação comum e da interferência religiosa. Num estilo despojado e envolvente, os autores apresentam as transformações do pensamento astronômico ao longo de três mil anos.
Arkan Simaan e Joëlle Fontaine — ele professor de física, ela de história —, somaram conhecimentos para elaborar uma obra original, que combina religião, filosofia, história e ciência. Pontuam o livro com quadros explicativos que esmiúçam detalhes biográficos de cientistas como Galileu, Copérnico e Kepler, aprofundam aspectos técnicos, tais como as definições de inércia ou de estrela supernova, e contextualizam fatos históricos.
Os autores desfazem estereótipos e evidenciam o caráter fascinante da evolução do conhecimento científico desde a Antiguidade — entre babilônios, egípcios, gregos e árabes — até o Iluminismo, para verificar a imagem que os homens fazem do mundo em que vivem.

### Site do editor
- Editora Companhia das Letras